# Comtat de Tolosa
El Comtat de Tolosa va existir des de 778 fins a la meitat del segle xiii a Occitània. Pren el nom de la ciutat de Tolosa.

## Primers temps del comtat
La ciutat de Tolosa fou conquerida pels francs el 507 i el 630, el rei Dagobert la va convertir en el centre d'un ducat anomenat Aquitània. El 768, aquesta entitat, gairebé independent abans, va quedar una altra vegada subjecte al reialme de França. Fou en 778 quan es va crear el comtat de Tolosa i la ciutat alhora es convertí en capital del regne d'Aquitània, creat per Lluís el Pietós el 781.
El primer comte en fou Corso, que va governar del 778 al 790, data en la qual fou confiat per Carlemany al seu cosí Guillem, que era fill d'Auda (la filla del senyor franc Carles Martell). S'anomenà Guillem el gran o el sant, perquè fou santificat. Va governar sobre Tolosa (amb Pallars i Ribagorça que foren suposadament conquerides al seu temps als àrabs), sobre Narbona i les seves dependències i va confiar als seus fills alguns comtats com el Rosselló (a Gaucelm), Autun (a Teodoric) i Rasès (a Berà). El fet que Berà fos fill seu és possible, però això implica que va haver de casar-se amb la seva germanastra Romilla, ja que sembla clar que aquesta era filla de Guillem. El domini sobre el Pallars i la Ribagorça implicava una posició fronterera de Tolosa, i per això, els comtes durant el segle ix ostentaven el títol de marquesos.
Guillem es va retirar a un monestir el 806 i a conseqüència el comtat fou confiat al seu lloctinent Bigó, marit d'una filla natural de Carlemany. El 814, Berenguer de Tolosa (que fou conseller de Pipí II) fou investit amb el comtat. Dominava sobre Tolosa, Pallars i Ribagorça però el 832 hi va adjuntar gairebé tota la Septimània i la Gòtia, confiscades a Bernat de Septimània, i fou cap del partit legitimista. La seva mort sobtada el 835 va permetre a Bernat de Septimània, que havia recuperat el favor de l'Emperador, de retrobar-se amb les seves antigues possessions i les del seu enemic. Ell i el seu germà dominaren els mateixos territoris que Berenguer. Bernat fou executat el 844, però sembla que el comtat de Tolosa fou confiat pel rei Pipí II al seu fill Guillem II de Tolosa però ja el 845, alguns historiadors sospiten que podria haver estar confiat a Frèdol I de Roergue, que era net del comte Gilbert de Roergue (a qui alguns fan fill de Thierry o Teodoric, comte d'Autun fins al 793) i fill de Fulcoald de Roergue i de Senegunda que era filla d'un tal Frèdol missus personatge possiblement diferent al comte Frèdol (el missus es va casar amb una germana de Sant Guillem). L'únic cert que se sap és que Frèdol era comte de Tolosa el 849, mentre Guillem havia tornat a Gòtia. El que no se sap és si ho era per haver conquerit el comtat contra Guillem, per haver-li cedit Guillem el govern o per concessió de Pipí II, però aquesta darrera possibilitat sembla la més plausible. Frèdol devia ser també comte de Roergue des d'almenys el 849 a la mort del seu pare, Fulcoald. Tanmateix, els pagus de Pallars i Ribagorça també pertanyien al comtat.
L'estiu del 849, Carles el Calb decidí atacar Aquitània. El comte Frèdol li va obrir les portes de Tolosa i fou ratificat en el seu càrrec; Guillem va morir el 850 i Frèdol va morir cap al 852 i el va succeir el seu germà Ramon I de Tolosa.

## La guerra dels tres Bernats
El 863, Humfrid, marquès de Gòtia i Septimània ocupa Tolosa i el comte Ramon, fidel al rei, mor a la lluita. Després de la fugida d'Humfrid (864), els seus dominis foren repartits: el 865 Tolosa, Llemotges, Pallars i Ribagorça foren donades a Bernat II (anomenat Bernat II de Tolosa, el vedell) fill del difunt comte Ramon I; Ermengol, comte d'Albi, va rebre el comtat de Roergue. Des del primer moment s'establí una lluita aferrissada per l'hegemonia del sud-est de l'actual França entre Tolosa i Carcassona, i ambdós comtes sotmeteren la qüestió al rei. Aquest va demorar la decisió, però el 872 Cales el Calb va crear un govern per a Aquitània dirigit pel seu cunyat Bosó, comte de Lió i de Viena, al qual va ser donat el comtat de Berry i els títols de cambrer reial i magister ostiariorum, però tenint com adjunts Bernat de Gòtia i Bernat Plantapilosa d'Autun, al qual es va donar el comtat d'Alvèrnia. Com que Bernat de Tolosa quedava sense representació se li van donar els comtats de Carcassona i Rasés, dels quals fou desposseït Oliba II, que es va aliar a Plantapilosa contra Bernat de Tolosa. Poc després, Bernat el vedell de Tolosa moria assassinat per un vassall de Bernat Plantapilosa (agost del 872) i Oliba II fou restituït als comtats de Carcassona i Rasés i Plantapilosa va governar Tolosa i Llemotges (encara que el vescomte, Fulcoald, germà de Bernat de Tolosa, va tenir el poder efectiu fins a la seva mort cap al 886 i va originar la dinastia vescomtal de Llemotges, origen d'altres dinasties vescomtals, especialment els vescomtes del Buçon). Pallars i Ribagorça s'escaparen del seu control, donat que els partidaris del comte assassinat crearen una dinastia nova iniciada per Ramon I de Pallars.
Bernat Plantapilosa va morir el 886 i el va succeir el seu fill Guillem I d'Aquitània com a duc d'Aquitània, però Tolosa i Roergue foren confiades l'any 887 a Odó I, germà de Bernat el Vedell, comte consort de l'Albi que va associar al seu fill Ramon II. Odó va morir el 918 o 919 i el va succeir Ramon II de Tolosa, mentre que el seu germà Ermengol va ser comte de Roergue; l'Albi (Albigès), herència materna, i el Carcí, se'ls van repartir.
El 923 o 924 va morir Ramon II i el va succeir el seu fill Ramon III Ponç I de Tolosa (que a més seria comte d'Alvèrnia) a Tolosa i part de l'Albigès i Carcí. A la seva mort, vers el 950, els seus dos fills Guillem Tallaferro, que per al seu matrimoni amb Emma de Provença va heretar el títol de marquès de Provença i els comtats de Forcalquier i Aurenja i a més es va repartir Nimes amb el seu parent, el comte de Roergue, corresponent a Guillem la part que des de llavors es va dir Sant Gèli. Durant uns quants anys, Guillem va tenir associat al seu germà Ponç II de Tolosa, però aquest va morir el 987 sense descendència.
Guillem IV va morir el 1037 i el va succeir el seu fill Ponç III de Tolosa, a Albigès, Alvèrnia, Carcí, Sant Gèli, Velai, Forcalquier, Aurenja i marquès de Provença. Aquest va morir el 1060 i els seus dominis van passar al fill Guillem V de Tolosa, que a més governaria els comtats de Lodeva, part de Carcassona, Perigord, Agenès i Astarac.

## Lluites amb França i Anglaterra
A la data de la seva mort, (1088) va deixar els seus dominis al seu germà Ramon, a qui ja el pare li havia llegat Sant Gèli i se'l coneix com a Ramon IV de Sant Gèli. Guillem IX d'Aquitània, marit de Felipa Matilde, filla de Guillem V, va envair el comtat (1098) al·legant els drets de la seva dona, però va haver de retirar-se sota pressió del Papa (1100). El fill de Ramon IV, Bertran I de Sant Gèli, el succeí al comtat el 1105 però va morir el 1112 i va passar al seu germà Alfons I Jordà, que era menor d'edat. Guillem IX d'Aquitània va tornar a reivindicar el comtat que va ocupar el 1114 en nom de la seva dona, però el 1116 o 1117 va morir aquesta, i la seva posició enfront dels magnat locals va esdevenir dèbil, i finalment fou expulsat el 1119. El 1125 es va acordar el repartiment de Provença entre Tolosa i Barcelona. Els drets de Felipa Matilde van passar a la seva neta, Elionor d'Aquitània, la qual es va casar amb el rei Lluís VII de França, qui va reivindicar el comtat i va assetjar la capital el 1141. Però el casament posterior d'Elionor amb el rei Enric II d'Anglaterra va capgirar la situació.

## Enfrontaments amb el comtats catalans
Quan va morir Alfons I, els seus dos fills, Ramon V i Alfons II, van governar conjuntament fins a la mort del primer, el 1183. El 1159, Enric II d'Anglaterra va reclamar el comtat i va ocupar Cahors avançant cap a Verdun-sur-Garonne i Castelnau, fins prop de Tolosa, però Ramon V i Alfons II van rebre ajuda del rei de França i van rebutjar l'atac. Enric ho va tornar a provar el 1162 i el 1164 i finalment el 1173 es va fer la pau provisional. Ricard Cor de Lleó encara atacaria Tolosa el 1188 una vegada més, sense èxit. El 1176, Tolosa va cedir el comtat d'Arle a Alfons I de Catalunya-Aragó, però finalment la guerra per l'hegemonia esclata entre ambdós estats (gran guerra meridional) i els catalans van assetjar Tolosa sense poder prendre-la, i mentre Ramon Berenguer IV de Provença fou assassinat per emissaris tolosans.

## La guerra dels càtars
El 1194 va morir Alfons II i el comtat va passar al seu nebot Ramon VI de Tolosa i d'aquest al seu fill Ramon VII de Tolosa. Foren els anys de la guerra dels càtars o Croada albigesa.

## Final del comtat
A la mort de Ramon VII sense fills mascles, la seva filla Joana I de Tolosa, casada amb Alfons de Poitiers va succeir el comtat fins al 1271, en què varen morir tornant de la Vuitena Croada a Tunis, sense descendència. En virtut d'un tractat de 1229 amb França (Tractat de Meaux-París) el comtat va passar a la corona francesa.